# Coolpolitics
Coolpolitics Nederland is een stichting opgericht in 2002 door initiatiefnemer Jaap Spreeuwenberg, met het doel om de politieke en maatschappelijke betrokkenheid onder jongeren te vergroten. 
Coolpolitics gaat ervan uit dat jongeren betrokken zijn bij de maatschappij en kritisch zijn over de manier waarop men in Nederland met elkaar samenleeft. Om hierover in discussie te gaan is kennis nodig terwijl zingeving het kompas vormt dat richting geeft aan je doen en laten. 
Door het ontwikkelen van nieuwe en toegankelijke concepten op het gebied van kennis, zingeving en betrokkenheid wil Coolpolitics een podium bieden om deze maatschappelijke betrokkenheid te uiten. Hiermee werkt Coolpolitics mee aan het opbouwen van een civil society waarin burgers invulling geven aan hun burgerschap.
Juni 2010 verliet Jaap Spreeuwenberg Coolpolitics. Hij werd opgevolgd door Stefan Verwer, directeur van Lokaalmondiaal. De besturen van Coolpolitics en Lokaalmondiaal zijn inmiddels met elkaar gefuseerd.

## Projecten van Coolpolitics
De projecten van Coolpolitics lopen uiteen van debatten, afterparty's na verkiezingen, tentoonstellingen en televisie-programma's. Coolpolitics werkt hierin onder andere samen met MTV en Mojo.
Het eerste event van Coolpolitics vond plaats op 20 januari 2003 na de landelijke verkiezingen en had de naam 'I love politics'. Onder het motto 'kiezen een feest, wij doen de afterparty' werd in Amsterdam de enige publiek toegankelijke en politiek onafhankelijke uitslagenavond georganiseerd.
In 2003 organiseerde Coolpolitics haar eerste debat tussen politici, artiesten en het publiek op het popfestival Lowlands, onder leiding van Theo van Gogh. Ook in 2004 gingen artiesten en politici weer op Lowlands met elkaar in debat onder leiding van Theo van Gogh. Te gast waren onder meer Ayaan Hirsi Ali, Ali B., Jan Marijnissen en Boris van der Ham.
In 2004 organiseerde Coolpolitics 'Klubberlin'. In de Rotterdamse Off_Corso vond een showcase plaats met kunst en cultuur uit Berlijn, met onder meer graffiti-art van kunstenaars Mark Bijl, een modeshow, de première van de Duitse film 'Goodbye Lenin', dichters en performances.
Sinds 2005 werkt Coolpolitics samen met MTV en worden de debatten op meerdere festivals georganiseerd debatten , van Rockin' Park tot Lowlands en de Museumnacht. Deze debatten vormen de basis van het tv-programma MTV-Coolpolitics. 
Met Mojo concerts heeft Coolpolitics in 2005 Lowlands University geïntroduceerd: wetenschappelijke colleges op het popfestival, waar hoogleraren als Ruud Lubbers en Wubbo Ockels hun beste college gaven voor volgepakte zalen. 
Ook ontwikkelde Coolpolitics Crazylove, I love politics en Coolpolitics Keukentafelgesprekken.
In 2006 organiseerde Coolpolitics rondom de verkiezingen een viertal verkiezingsdebatten in de Panama, waar lijsttrekkers een-op-een met elkaar in debat gingen in rondes van vier minuten. Op 20 november 2006 werd het afsluitende verkiezingsdebat met meerdere lijsttrekkers live uitgezonden op zowel TMF en MTV.
Van eind 2006 tot 2007 presenteerde Coolpolitics iedere woensdag in het gratis dagblad Sp!ts een Coolpolitics Icon: mensen die hun talenten gebruiken om de wereld een beetje mooier te maken, zoals Jamie Oliver, Bill Gates of Moeder Theresa.
In 2007 en 2008 heeft Coolpolitics twee magazines op ansichtkaartformaat in samenwerking met Boomerang. Deze werden in cafés verspreid. 
Daarnaast organiseerde Coolpolitics in 2008 NatureShock: een VIP-trip naar de backstage van Moeder Natuur, en Coolpolitics Cinema, een vierdaags filmfestival in Rotterdam waarbij uit elk land van de EU de beste film werd vertoond.
In 2009 ging Coolpolitics een samenwerking aan met Hyves rondom de Europese Verkiezingen.
In 2010 organiseerde Coolpolitics wederom een politiek debat met MTV waaraan Jesse Jackson deelnam. Ook tijdens de verkiezingen was er een speciale extra uitzending van MTV Coolpolitics.